# Eteokretische Sprache

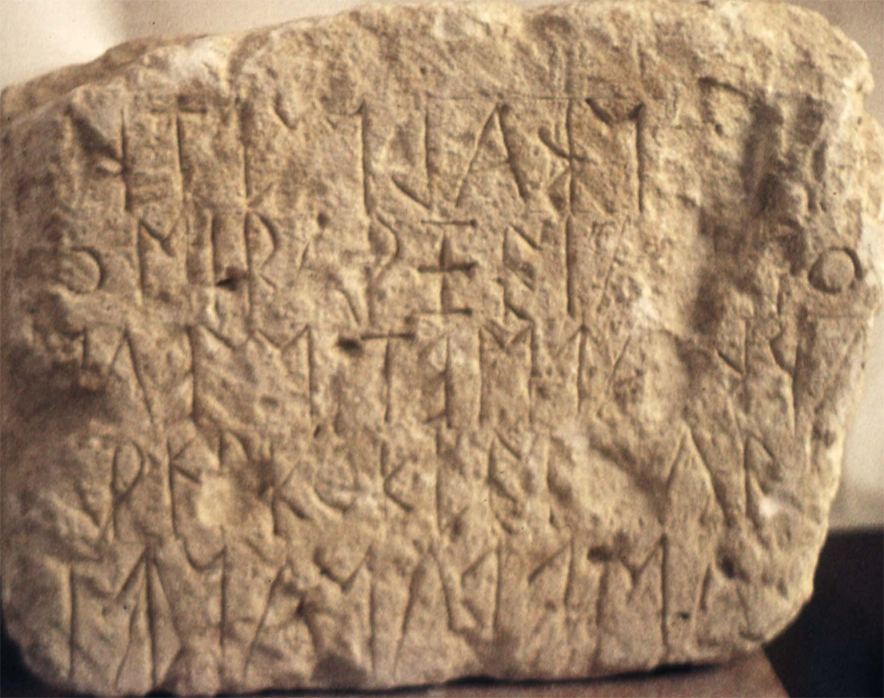
Eteokretische Inschrift Praisos 1

Das Eteokretische („echtes Kretisch“) war eine nichtgriechische Sprache, die während der Antike in Ostkreta gesprochen wurde. Benannt wird sie nach dem von Homer genannten Volk der Eteokreter, das nach Strabon in Praisos lebte. In diesem Ort wurden denn auch die meisten der eteokretischen Inschriften gefunden.
Einige Forschungsansätze versuchen die eteokretische Sprache und die eteokyprische Sprache zu einer ägäischen Sprachfamilie zusammenzufassen.

## Überlieferung
Das Eteokretische ist aus acht bruchstückhaften Inschriften in griechischer Schrift aus dem 7. bis 3. Jahrhundert v. Chr. bekannt, die aus Praisos (6 Texte) und Dreros (2 Bilinguen) in Ostkreta stammen. Eine weitere Inschrift von Psychro wurde als Fälschung erkannt. Die eteokretischen Texte sind trotz der beiden Bilinguen bislang nicht verständlich. Unklar ist auch die Zuordnung des Eteokretischen zu einer bestimmten Sprachfamilie. So wurde es u. a. mit dem Hethitischen, Nordwestsemitischen und dem Etruskischen in Verbindung gebracht. Es wird in der Regel als letzte Nachfolgerin der minoischen Sprache betrachtet.

## Schrift
Das Eteokretische wurde in altgriechischer Schrift geschrieben, die älteren Inschriften in einer archaischen kretischen Form mit San statt Sigma sowie Digamma für den labialen Halblaut /w/. Die einzelnen Wörter wurden manchmal durch einen kurzen senkrechten Strich getrennt.

## Sprachbeispiele

### Dreros 1 (eteokretisch-griechische Bilingue, 7. Jahrhundert v. Chr.)
Die eteokretische Inschrift zeigt Worttrenner, die hier mit Doppelpunkt dargestellt werden. Die griechische Inschrift hat keine Worttrenner; in der Umschrift sind die Leerschläge gemäß einer sinnvollen Übersetzung gesetzt.
| Eteokretisch                                            | Griechisch                                                                                | Übersetzung                                                                  |
| […]irmaw:et:isalabre:komn[…] […]d:men:inai:isaluria:lmo | […]σ τον τυρον μηατοαοι εϜαδ ε τυρο[…]μυνα:οαμενη[…] ματρι ται α[…] (oder: μα τριταια[…]) | den Käse … es wurde entschieden Käse … für die Mutter … (oder: … am dritten) |

Nimmt man aber an, dass falsch getrennt wurde und suffix- bzw. präfixartige Zusätze (Affixe) angehängt wurden, kommt man auf "υγρο μηνα αμεν", was man mit "nasser Monat amen" übersetzen kann.
Der Monat oder ein Monatsname wird als "komn" für "Komnokarios" vermutet. Zieht man nun die Möglichkeit hinzu, dass, wie früher üblich, Monate nach ihrer Beschaffenheit benannt wurden, wie in den z. B. sogenannten Bauernkalendern, so wird letztere Version immer plausibler.
Zudem bietet diese Ansicht den folgenden Vermutungen Standhaftigkeit.
Das Wort komn der ersten eteokretischen Zeile erinnert an den Monatsnamen Komnokarios (Κομνοκάριος), der für Dreros bezeugt ist. Nach anderen Deutungen soll es "Käse" oder "Stele" bedeuten.

### Praisos 2
Diese Inschrift besteht aus zwölf eteokretischen Zeilen, wobei die obersten drei vollständig erhalten sind. Als Beispiel sei das Ende von Zeile 1 und die Zeile 2 wiedergegeben, mit der westsemitischen Deutung von Cyrus H. Gordon. Diese Inschrift hat keine Worttrennung, die Leerschläge sind anhand der Deutung gesetzt.
| Eteokretisch               | Eteokretisch              | Semitisch           | Übersetzung                  |
| griechisch                 | transkribiert             | (nicht vokalisiert) |                              |
| … ΣΦΑ ΔΟΦ ΜΑΡ ΑΛΑ ΦΡΑΙΣΟ … | spha doph mar ala Phraiso | sbˁ-dp mr ˁly Prys  | sieben-mal Herr über Praisos |